# Amphithemis kerri
Amphithemis kerri là loài chuồn chuồn trong họ Libellulidae. Loài này được Fraser mô tả khoa học đầu tiên năm 1933.